# Intelsat I
Intelsat I, surnommé « Early Bird », est le premier satellite de télécommunications commercial à avoir été placé en orbite géosynchrone. Il fut lancé par une fusée de la famille Delta le 6 avril 1965.

## Description
Intelsat 1 fut construit par la société américaine Hughes Aircraft (qui fait partie aujourd'hui de Boeing) pour le compte de Comsat (opérateur de télécommunications créateur et principal actionnaire d'Intelsat à ses débuts) qui l'activa le 28 juin 1965. Il permit la première retransmission télévisée en direct de l'amerrissage d'une capsule spatiale, celle de Gemini 6 en décembre 1965. Il était basé sur la série de satellites Syncom de la NASA construits pour démontrer l'intérêt et la faisabilité des satellites géostationnaires. 
Prévu à l'origine pour fonctionner durant dix-huit mois, Early Bird resta en service durant quatre ans et fut désactivé en janvier 1969. Brièvement remis en service en juin de la même année pour assurer les liaisons avec Apollo 11 à la suite d'une défaillance du satellite Intelsat situé au-dessus de l'Océan Atlantique il fut de nouveau désactivé en aout 1969. Il est resté depuis inactif, hormis une brève réactivation en 1990 pour le 25ème anniversaire de son lancement, et se trouve toujours en orbite géostationnaire.
Positionné à 28° de longitude, Early Bird fut le premier satellite commercial à fournir des liaisons directes et presque instantanées, entre l'Europe et les États-Unis, utilisées pour la télévision, le téléphone et le fax. C'était un petit satellite de forme cylindrique (76x61 cm) pesant 34,5 kg. La stabilisation de l'orientation était obtenue par rotation (spin). Sa capacité était de 240 circuits téléphoniques ou 1 canal pour la télévision.
Early Bird fut l'un des satellites utilisés pour retransmettre la première émission en mondovision, Our World (en), qui fut vue par 400 à 700 millions de spectateurs le 25 juin 1967.